# VMware
VMware, Inc. – amerykańskie przedsiębiorstwo produkujące oprogramowanie do wirtualizacji. Zostało założone w 1998 roku i jego siedziba znajduje się w Palo Alto w Kalifornii.
W 2023 roku przedsiębiorstwo zostało przejęte przez Broadcom z oddziałem End User Computing wydzielonym i sprzedanym firmie Kohlberg Kravis Roberts.

## Produkty

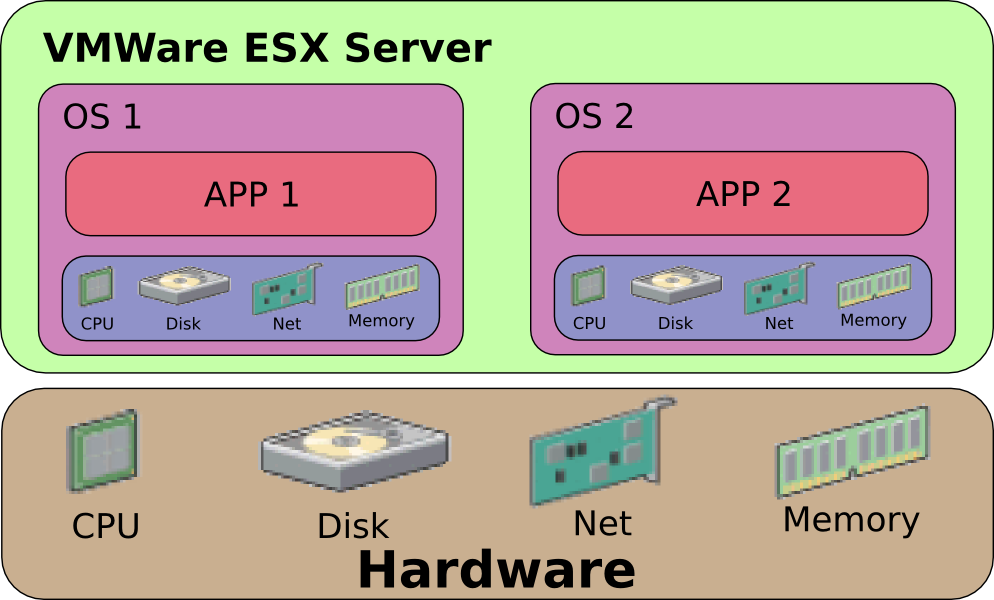
Schemat architektury VMware ESX Server

Portfolio firmy obejmuje następujące produkty:
VMware ESX Server – oprogramowanie klasy enterprise dla przedsiębiorstw do tworzenia wirtualnej infrastruktury, opiera się na własnym kernelu oraz konsoli serwisowej, którą jest zmodyfikowany Red Hat Linux, posiada własne sterowniki, obsługuje specyficzny sprzęt komputerowy
VMware Server (uprzednio VMware GSX Server) – darmowe oprogramowanie klasy professional dla przedsiębiorstw do tworzenia wirtualnej infrastruktury, jest instalowane w systemie Linux lub Microsoft Windows, obsługuje większość sprzętu komputerowego rozpoznawanego przez macierzysty system operacyjny.
VMware P2V (P2V ang. physical to virtual) – narzędzie umożliwiające wirtualizację fizycznych maszyn, tworzy obrazy maszyn, które można uruchomić w wirtualnej infrastrukturze (ESX Server, GSX Server, Workstation)
VMware Virtual Center – centrum zarządzania wirtualną infrastrukturą opartą na Serwerach ESX oraz GSX
VMware Workstation – oprogramowanie dla każdego administratora sieci komputerowych oraz programisty. Umożliwia uruchamianie w jednym systemie macierzystym wielu wirtualnych maszyn do różnych celów. Program szczególnie przydatny do tworzenia nowych środowisk informatycznych dla różnych zadań. Przykłady zastosowania – VM1-MRTG, VM2-Test-Webserver, VM3-Środowisko programistyczne, VM4- Środowisko do testów różnych programów.
VMware ACE – zabezpieczone środowisko wirtualnej infrastruktury, w skrócie Workstation rozszerzona o system autoryzacji pozwalający administratorowi każdej wirtualnej maszynie umożliwić lub zabronić korzystanie z jej zasobów (USB, Sieć, Dyskietka...)
VMware Workstation Player (uprzednio VMware Player) – darmowe oprogramowanie pozwalające na uruchomienie wirtualnej maszyny utworzonej jednym z powyższych programów, a także tworzenie własnych maszyn i edycję ich ustawień (od wersji 3.0). Stanowi uproszczoną wersję VMware Workstation. Na potrzeby aplikacji stworzono demonstracyjny obraz systemu z zainstalowaną dystrybucją Linuksa Ubuntu i przeglądarką Firefox.
VMware ThinApp dawniej zwany Thinstall – aplikacja, która umożliwia przekształcenie zwykłych programów w pliki wykonywalne (tak zwane wersje portable), które działają natychmiast po uruchomieniu bez konieczności instalacji. Rdzeń ThinApp stanowi Wirtualny System Operacyjny. Jest to niewielki komponent o prostej budowie, który jest dołączany do każdej aplikacji przerobionej na wersję portable, czyli taką aplikację, która nie wymaga instalacji i może być uruchomiona z dowolnej lokalizacji na dysku, z pamięci USB, czy płyt CD i DVD.